# Gomīshān (kommunhuvudort i Iran)
Gomīshān (persiska: گميشان, Gomīsh Tappeh Jīk, Gumshān, Gomīsh Tappeh, گميش تپه) är en kommunhuvudort i Iran.   Den ligger i provinsen Golestan, i den norra delen av landet, 280 km nordost om huvudstaden Teheran. Antalet invånare är 15 639.
Terrängen runt Gomīshān är mycket platt. Runt Gomīshān är det ganska tätbefolkat, med 86 invånare per kvadratkilometer. Närmaste större samhälle är Bandar-e Torkaman, 18,9 km söder om Gomīshān. Trakten runt Gomīshān består till största delen av jordbruksmark.